# Пожарная каланча (Курган)

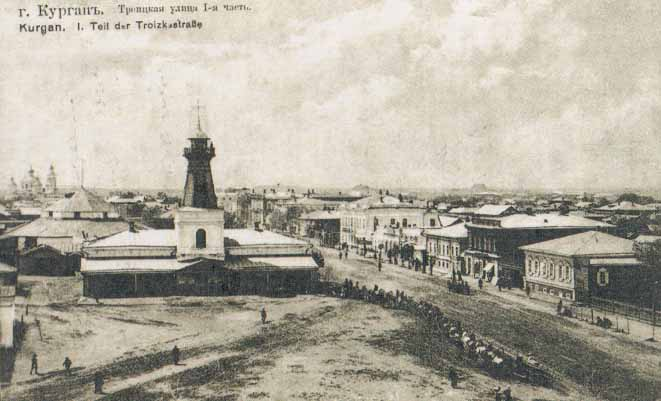
Вид Троицкой улицы и Пожарной каланчи на дореволюционной фотографии

Пожарная каланча в Кургане — памятник архитектуры, одна из достопримечательностей города, главное украшение пожарной части № 9 города Кургана.

## История
Пожарная каланча является одним из символов города Кургана. В 1877 году городская управа выработала проект, смету и план на постройку нового каменного пожарного здания с деревянной каланчой здания, которое было заложено в 1881 году, а годом позже строительство было завершено.
Каланча, восстановленная в 1998 году, и здание пожарного депо являются памятником архитектуры и символом пожарной охраны Курганской области. На башне можно увидеть манекен пожарного, круглый год стоящий на страже пожарной безопасности горожан. Это пожарный тренажер по имени Гоша, на котором долгие годы отрабатывались искусственное дыхание и эвакуация пострадавшего при пожаре.
На здании ПЧ—9 в апреле 2009 года установлена мемориальная доска Ивану Константиновичу Грачёву (1 сентября 1921 года — 15 сентября 1951 года), трагически погибшему при исполнении служебного долга, спасая девочку из огня, когда горел двухквартирный дом в Ново-Северном поселке, по улице Гвардейской.

## Адрес
640018, Курган, улица Куйбышева, 62